# 홑극신경세포
홑극신경세포 (unipolar neuron, 단극신경세포, 단극신경원)는 신경돌기(neurite)라고 불리는 단 하나의 돌기가 세포체(soma)에서 뻗어나가는 뉴런이다. 그런 다음 신경돌기는 가지를 치고 수지상 돌기와 축삭 돌기를 형성한다. 곤충을 포함한 무척추동물의 중추신경계에 있는 대부분의 뉴런은 단극성이다. 무척추동물의 단극 뉴런의 세포체는 소위 세포체 껍질(cell-body rind)이라고 불리는 신경그물(neuropil, 신경망)의 가장자리 주변에 위치하는 경우가 많다.
포유류를 포함한 척추동물의 중추신경계에 있는 대부분의 뉴런은 다극성 뉴런이다. 다극 뉴런에서는 수상돌기와 축삭을 포함한 여러 돌기가 세포체에서 확장된다. 척추동물 뇌의 일부 뉴런은 단극 형태를 가지고 있다. 주목할만한 예는 소뇌 및 등쪽 달팽이 핵(dorsal cochlear nucleus, 배측와우핵)의 과립 영역에서 발견되는 단극 솔 세포(unipolar brush cell)이다.
세 번째 형태학적 분류인 양극성 뉴런은 세포체에서 하나의 축색돌기와 수지상 돌기를 확장한다. 양극성 뉴런의 예로는 대부분의 무척추 감각 뉴런과 척추동물 망막의 양극성 세포가 있다.
일부 척추동물의 감각 뉴런은 유사단극성 뉴런으로 분류된다. 유사단극성 뉴런은 처음에는 양극성 세포로 발달하지만 어느 시점에서 세포체에서 확장된 두 개의 돌기가 융합되어 단일 신경돌기를 형성한다. 유사단극성 뉴런의 축삭은 두 개의 가지로 나누어진다. 척추동물 척수의 등근 신경절(dorsal root ganglia)에 세포체가 있는 감각 뉴런은 유사단극성이다: 한 가지는 말초(피부, 관절 및 근육의 감각 수용체)로 뻗어 있고, 다른 가지는 척수로 뻗어 있다.

## 같이 보기
- 두극신경세포 (Bipolar neuron, 양극신경원)
- 거짓홑극신경세포 (Pseudounipolar neuron, 가성단극신경세포, 위단극신경원)
- 다극신경세포 (multipolar neuron, 뭇극신경세포)